# Eleni Kounalakis
Eleni Kounalakis (Sacramento, 3 de marzo de 1966) es una empresaria, diplomática y política greco-estadounidense. Es la 50.ª y actual teniente gobernadora de California desde el 7 de enero de 2019 bajo el gobierno de Gavin Newsom, siendo así la primera mujer electa en ocupar el cargo. Anteriormente, se desempeñó como embajadora de los Estados Unidos en Hungría de 2010 a 2013. Es miembro del Partido Demócrata.

## Biografía
Antes de aceptar la nominación del presidente Barack Obama a un cargo de embajadora, Kounalakis fue presidenta de AKT Development Corporation, una de las firmas de desarrollo de viviendas más grandes de California, que fue fundada por su padre. Kounalakis obtuvo su título universitario de Dartmouth College y una Maestría en Administración de Empresas de la Escuela de Negocios Haas de la Universidad de California, Berkeley.
Kounalakis y su esposo, el periodista de medios impresos y televisivos Markos Kounalakis, fundaron dos cátedras universitarias de estudios helénicos, la cátedra Markos y Eleni Tsakopoulos Kounalakis en la Universidad de Georgetown, dirigida por el estudioso de la literatura griega clásica tardía y helenística temprana, el Dr. Alexander Sens, y la cátedra Tsakopoulos Kounalakis en honor a Constantine Mitsotakis en la Universidad de Stanford, en manos de Josiah Ober.

### Carrera política y diplomática
Es la primera mujer electa para este cargo. Kounalakis trabajó anteriormente como embajadora de los Estados Unidos en Hungría de 2010 a 2013. Asumió el cargo de embajadora el 7 de enero de 2010 y presentó sus credenciales al presidente László Sólyom el 11 de enero de 2010. 
El 24 de abril de 2017, Kounalakis anunció que aceptaba la oferta de presentarse para el cargo de vicegobernadora de California en las elecciones de 2018, para lo que superó en primer lugar las elecciones primarias de junio de 2018 dentro de su organización.